# 3303-as mellékút (Magyarország)
A 3303-as számú mellékút egy bő tíz kilométer hosszú, négy számjegyű országos közút Borsod-Abaúj-Zemplén vármegye déli részén; Szentistván település számára biztosít összeköttetést Mezőkövesd és az országos közúthálózat e térséget érintő, főbb útvonalai irányában.

## Nyomvonala
A 3-as főútból ágazik ki, nagyjából annak 142. kilométerénél, Mezőkövesd belterületének keleti szélén, ott, ahol a mezőkövesdi északi elkerülő nyomvonal visszatér a 3-as főút régi, a városon átvezető nyomvonalához. Nyugat-délnyugati irányban indul, első másfél kilométerén a régi 3-as főút nyomvonalát követi, a belváros irányába, Mátyás király út néven. A régi bogácsi-szentistváni elágazásnál délkeletnek fordul, a neve innen Dózsa György út. Valamivel kevesebb, mint 2,7 kilométer megtétele után keresztezi a Hatvan–Miskolc–Szerencs–Sátoraljaújhely-vasútvonalat Mezőkövesd felső megállóhely nyugati végénél, majd további mintegy fél kilométer után kilép a város belterületéről.
5,2 kilométer megtételét követően egy kereszteződéshez ér: északkelet felé csak egy önkormányzati út ágazik ki belőle, a Mezőkövesdi repülőtér irányába, délnyugat felől viszont a 33 111-es számú mellékút csatlakozik bele, amely Mezőkövesd központjából kiindulva, 5,3 kilométeren át húzódik idáig. Nagyjából fél kilométerrel ezután, felüljárón áthalad az M3-as autópálya fölött, és 7,2 kilométer után átlép Szentistván község közigazgatási területére.
A település házait 7,7 kilométer után éri el, a helyi neve onnantól Széchenyi utca. A központban, 9,2 kilométer után egy kereszteződéshez ér: észak felől a 3304-es út torkollik bele, Mezőnyárád–Mezőkeresztes felől, majdnem pontosan 9,5 kilométer megtételét követően, a 3303-as pedig egy kisebb iránytörés után Mátyás király utca néven folytatódik. A négy számjegyű útszámozás a község belterületének délkeleti széléig tart, onnan már csak egy önkormányzati út húzódik tovább, Szentistván Baglyostanya nevű településrészéig.
Teljes hossza, az országos közutak térképes nyilvántartását szolgáló kira.gov.hu adatbázisa szerint 10,144 kilométer.